# Kali parri
Kali parri är en fiskart som beskrevs av Johnson och Cohen, 1974. Kali parri ingår i släktet Kali och familjen Chiasmodontidae. Inga underarter finns listade i Catalogue of Life.